# New Age (single)
New age is een single van de Britse/Vincentaanse zanger Marlon Roudette.

## Marlon Roudette
New age is de debuutsingle van Marlon Roudette uit 2011 afkomstig van zijn album Matter Fixed. Het nummer bereikte de nummer 1-positie in Duitsland, Zwitserland en Oostenrijk. In Nederland bereikte het nummer de top 10 van de Nederlandse Single Top 100 en de Nederlandse Top 40. In Vlaanderen bereikte het nummer een twaalfde positie in de Vlaamse Ultratop 50.

### Hitnoteringen

#### Nederlandse Top 40
| Hitnotering: 17-03-2012 t/m 07-07-2012 | Hitnotering: 17-03-2012 t/m 07-07-2012 | Hitnotering: 17-03-2012 t/m 07-07-2012 | Hitnotering: 17-03-2012 t/m 07-07-2012 | Hitnotering: 17-03-2012 t/m 07-07-2012 | Hitnotering: 17-03-2012 t/m 07-07-2012 | Hitnotering: 17-03-2012 t/m 07-07-2012 | Hitnotering: 17-03-2012 t/m 07-07-2012 | Hitnotering: 17-03-2012 t/m 07-07-2012 | Hitnotering: 17-03-2012 t/m 07-07-2012 | Hitnotering: 17-03-2012 t/m 07-07-2012 | Hitnotering: 17-03-2012 t/m 07-07-2012 | Hitnotering: 17-03-2012 t/m 07-07-2012 | Hitnotering: 17-03-2012 t/m 07-07-2012 | Hitnotering: 17-03-2012 t/m 07-07-2012 | Hitnotering: 17-03-2012 t/m 07-07-2012 | Hitnotering: 17-03-2012 t/m 07-07-2012 | Hitnotering: 17-03-2012 t/m 07-07-2012 | Hitnotering: 17-03-2012 t/m 07-07-2012 |
| Week:                                  | 1                                      | 2                                      | 3                                      | 4                                      | 5                                      | 6                                      | 7                                      | 8                                      | 9                                      | 10                                     | 11                                     | 12                                     | 13                                     | 14                                     | 15                                     | 16                                     | 17                                     |                                        |
| -------------------------------------- | -------------------------------------- | -------------------------------------- | -------------------------------------- | -------------------------------------- | -------------------------------------- | -------------------------------------- | -------------------------------------- | -------------------------------------- | -------------------------------------- | -------------------------------------- | -------------------------------------- | -------------------------------------- | -------------------------------------- | -------------------------------------- | -------------------------------------- | -------------------------------------- | -------------------------------------- | -------------------------------------- |
| Positie:                               | 36                                     | 30                                     | 30                                     | 23                                     | 14                                     | 10                                     | 9                                      | 10                                     | 10                                     | 9                                      | 9                                      | 9                                      | 14                                     | 18                                     | 20                                     | 25                                     | 33                                     | uit                                    |

#### NederlandseSingle Top 100
| Hitnotering: 04-02-2012 t/m 28-07-2012 | Hitnotering: 04-02-2012 t/m 28-07-2012 | Hitnotering: 04-02-2012 t/m 28-07-2012 | Hitnotering: 04-02-2012 t/m 28-07-2012 | Hitnotering: 04-02-2012 t/m 28-07-2012 | Hitnotering: 04-02-2012 t/m 28-07-2012 | Hitnotering: 04-02-2012 t/m 28-07-2012 | Hitnotering: 04-02-2012 t/m 28-07-2012 | Hitnotering: 04-02-2012 t/m 28-07-2012 | Hitnotering: 04-02-2012 t/m 28-07-2012 | Hitnotering: 04-02-2012 t/m 28-07-2012 | Hitnotering: 04-02-2012 t/m 28-07-2012 | Hitnotering: 04-02-2012 t/m 28-07-2012 | Hitnotering: 04-02-2012 t/m 28-07-2012 | Hitnotering: 04-02-2012 t/m 28-07-2012 |
| Week:                                  | 1                                      | 2                                      | 3                                      | 4                                      | 5                                      | 6                                      | 7                                      | 8                                      | 9                                      | 10                                     | 11                                     | 12                                     | 13                                     | 14                                     |
| -------------------------------------- | -------------------------------------- | -------------------------------------- | -------------------------------------- | -------------------------------------- | -------------------------------------- | -------------------------------------- | -------------------------------------- | -------------------------------------- | -------------------------------------- | -------------------------------------- | -------------------------------------- | -------------------------------------- | -------------------------------------- | -------------------------------------- |
| Positie:                               | 92                                     | 90                                     | 68                                     | 64                                     | 62                                     | 45                                     | 39                                     | 44                                     | 33                                     | 13                                     | 11                                     | 11                                     | 10                                     | 13                                     |
| Week:                                  | 15                                     | 16                                     | 17                                     | 18                                     | 19                                     | 20                                     | 21                                     | 22                                     | 23                                     | 24                                     | 25                                     | 26                                     |                                        |                                        |
| Positie:                               | 12                                     | 13                                     | 13                                     | 23                                     | 26                                     | 27                                     | 40                                     | 43                                     | 55                                     | 58                                     | 63                                     | 87                                     | uit                                    |                                        |

### VlaamseUltratop 50
| Hitnotering: 05-11-2011 t/m 14-01-2012 | Hitnotering: 05-11-2011 t/m 14-01-2012 | Hitnotering: 05-11-2011 t/m 14-01-2012 | Hitnotering: 05-11-2011 t/m 14-01-2012 | Hitnotering: 05-11-2011 t/m 14-01-2012 | Hitnotering: 05-11-2011 t/m 14-01-2012 | Hitnotering: 05-11-2011 t/m 14-01-2012 | Hitnotering: 05-11-2011 t/m 14-01-2012 | Hitnotering: 05-11-2011 t/m 14-01-2012 | Hitnotering: 05-11-2011 t/m 14-01-2012 | Hitnotering: 05-11-2011 t/m 14-01-2012 | Hitnotering: 05-11-2011 t/m 14-01-2012 | Hitnotering: 05-11-2011 t/m 14-01-2012 | Hitnotering: 05-11-2011 t/m 14-01-2012 |
| Week:                                  | 1                                      | 2                                      | 3                                      | 4                                      | 5                                      | 6                                      | 7                                      | 8                                      | 9                                      | 10                                     | 11                                     |                                        |                                        |
| -------------------------------------- | -------------------------------------- | -------------------------------------- | -------------------------------------- | -------------------------------------- | -------------------------------------- | -------------------------------------- | -------------------------------------- | -------------------------------------- | -------------------------------------- | -------------------------------------- | -------------------------------------- | -------------------------------------- | -------------------------------------- |
| Positie:                               | 29                                     | 32                                     | 17                                     | 27                                     | 12                                     | 16                                     | 23                                     | 42                                     | 44                                     | 48                                     | 45                                     | uit                                    |                                        |

#### NPO Radio 2 Top 2000
New Age stond alleen in 2012 in de NPO Radio 2 Top 2000, op plek 1678.

## Sandra van Nieuwland
In de vierde liveshow van het derde seizoen van The voice of Holland zong Sandra van Nieuwland op 30 november 2012 haar versie van het nummer New age. Het nummer was na de uitzending gelijk verkrijgbaar als muziekdownload en kwam een week later op nummer 1 binnen in de Nederlandse Single Top 100 en stootte haar vorige single Beggin' van de eerste plaats. Het werd Van Nieuwlands vierde nummer 1-hit in de Single Top 100.

### Hitnotering

#### Nederlandse Top 40
| Hitnotering: 22-12-2012 t/m 19-01-2013 | Hitnotering: 22-12-2012 t/m 19-01-2013 | Hitnotering: 22-12-2012 t/m 19-01-2013 | Hitnotering: 22-12-2012 t/m 19-01-2013 | Hitnotering: 22-12-2012 t/m 19-01-2013 | Hitnotering: 22-12-2012 t/m 19-01-2013 | Hitnotering: 22-12-2012 t/m 19-01-2013 |
| Week:                                  | 1                                      | 2                                      | 3                                      | 4                                      |                                        |                                        |
| -------------------------------------- | -------------------------------------- | -------------------------------------- | -------------------------------------- | -------------------------------------- | -------------------------------------- | -------------------------------------- |
| Positie:                               | 31                                     | 24                                     | 27                                     | 38                                     | uit                                    |                                        |

#### NederlandseSingle Top 100
| Hitnotering: 08-12-2012 t/m 02-02-2013 | Hitnotering: 08-12-2012 t/m 02-02-2013 | Hitnotering: 08-12-2012 t/m 02-02-2013 | Hitnotering: 08-12-2012 t/m 02-02-2013 | Hitnotering: 08-12-2012 t/m 02-02-2013 | Hitnotering: 08-12-2012 t/m 02-02-2013 | Hitnotering: 08-12-2012 t/m 02-02-2013 | Hitnotering: 08-12-2012 t/m 02-02-2013 | Hitnotering: 08-12-2012 t/m 02-02-2013 | Hitnotering: 08-12-2012 t/m 02-02-2013 | Hitnotering: 08-12-2012 t/m 02-02-2013 |
| Week:                                  | 1                                      | 2                                      | 3                                      | 4                                      | 5                                      | 6                                      | 7                                      | 8                                      | 9                                      |                                        |
| -------------------------------------- | -------------------------------------- | -------------------------------------- | -------------------------------------- | -------------------------------------- | -------------------------------------- | -------------------------------------- | -------------------------------------- | -------------------------------------- | -------------------------------------- | -------------------------------------- |
| Positie:                               | 1                                      | 3                                      | 13                                     | 8                                      | 18                                     | 39                                     | 71                                     | 86                                     | 93                                     | uit                                    |